# 長谷川耕史
長谷川耕史（はせがわこうし、1971年〈昭和46年〉8月17日 - ）は、日本の書道家。日本書鏡院三代目会長（2017年6月-現在）。

## 経歴
- 1971年
  - 08月　品川区に長谷川耕南の孫、長谷川耕生の次男として生まれる
- 1994年
  - 03月　駒澤大学法学部政治学科卒業
- 1999年
  - 04月　「育美書道教室」を開講
- 2003年
  - 07月　第43回日本書鏡院展で文部科学大臣賞を受賞
- 2007年
  - 04月　衆議院「かこう会」書道講師
- 2008年
  - 05月　「日本浪曲協会」書道講師として属託[1]
- 2009年
  - 10月　「清水寺 第16回 古と優艶の書画展」にて代表作家として出品
- 2011年
  - 03月　青山学院女子短期大学の非常勤講師になる。中目黒駅前の桜まつり大看板を揮毫
- 2012年
  - 03月　中目黒 桜まつり ポスター・フラッグを揮毫
  - 04月　俳優 豊原功補氏の楽屋のれんを揮毫
- 2013年
  - 03月　品川レインボーズ球団旗「完全燃焼」を揮毫
  - 06月　憲法改正推進本部の看板を揮毫
  - 10月　「自由が丘リバティヒルクラブ」の書道講師として属託[2]
- 2014年
  - 01月　「はつらつタウン中目黒」エリアガイドマップのタイトルを揮毫
  - 03月　岩崎愛子「高尾山に登ろう」のCDジャケットのタイトルを揮毫
  - 04月　目黒川子ども桜まつりのポスターを揮毫
  - 05月　武蔵御嶽神社の奥宮遥拝所の看板揮毫
  - 06月　豊橋市 曹洞宗 西福寺の山号額を揮毫
  - 08月　ワールドカップ女子プロ野球マドンナジャパン「侍魂」の応援旗を揮毫
- 2015年
  - 07月　墨 (書道雑誌) 所感掲載、〜伝統を継承して 現代に活かすことの重み〜
  - 09月　目黒のさんま祭りのテーマソング「目黒のさんま」CDタイトル揮毫
  - 10月　防衛装備庁の看板揮毫[3]
  - 12月　今年の一字「安」の作品を、安倍晋三総理大臣がツイッター及びフェイスブックにアップする
- 2016年
  - 02月　あっくん/南友里「一滴の酸素」CDタイトル揮毫
  - 06月　大阪中之島中央公会堂にて書道教室を開講
  - 09月　岩崎愛子「タカオスミレ」CDタイトル揮毫
  - 10月　銀座ギャラリームサシにて初個展を開催[4]
  - 12月　神奈川県「年越しそば」読本題字とフラッグを揮毫
- 2017年
  - 02月　品川区立品川学園「文字の贈り物」書道の授業を務める
  - 03月　ファイヤーホール4000（旧店名・ファイヤーホール 陳） の看板揮毫
  - 06月　日本書鏡院三代目会長として襲名
  - 11月　岩崎愛子「高尾山シリーズ第4弾 小仏〜景信〜高尾山」のCDジャケットのタイトルを揮毫
- 2018年
  - 01月　ロイヤルパークホテルのノベルティ用に「粋」を揮毫
  - 03月　株式会社ジャパランが販売する「new JAPANデニム×帯クラッチ」にてコラボレーションする[5]
  - 04月　NHK BS時代劇「鳴門秘帖」のタイトルを揮毫[6]
  - 10月　銀座ギャラリームサシにて個展「長谷川耕史展」を開催[4]
- 2019年
  - 03月　陸上自衛隊 奄美警備隊 の看板揮毫
  - 04月　中目黒 桜まつり ポスター・フラッグリニューアルに伴い揮毫
  - 05月　高崎・大聖護国寺 の阿弥陀堂の山号額を揮毫
  - 07月　靖国神社 御霊祭の灯篭を揮毫
  - 10月　六角精児主演映画「くらやみ祭りの小川さん」タイトル揮毫
- 2020年
  - 04月　浜松「廣福寺」薬師堂の山号額揮毫
  - 07月　福士誠治＆濱田貴司による音楽ユニット MISSIONが「道」を発表。タイトルを揮毫